# Eslováquia na Universíada de Verão de 2021
A Eslováquia participou da Universíada de Verão de 2021, que aconteceu em Chengdu, na China, entre 28 de julho e 8 de agosto de 2023.
Foram 71 atletas — 39 masculinos e 32 femininos — em 15 modalidades olímpicas.

## Competidores
Estas foram as modalidades e atletas que disputaram a edição:
| Esporte             | Masculino | Feminino | Total |
| ------------------- | --------- | -------- | ----- |
| Atletismo           | 5         | 7        | 12    |
| Badminton           | 0         | 1        | 1     |
| Basquetebol         | 0         | 12       | 12    |
| Esgrima             | 2         | 1        | 3     |
| Ginástica artística | 1         | 1        | 2     |
| Judo                | 4         | 0        | 4     |
| Natação             | 2         | 2        | 4     |
| Polo aquático       | 13        | 0        | 13    |
| Remo                | 2         | 0        | 2     |
| Saltos ornamentais  | 0         | 1        | 1     |
| Taekwondo           | 0         | 1        | 1     |
| Tênis               | 0         | 2        | 2     |
| Tênis de mesa       | 3         | 3        | 6     |
| Tiro                | 4         | 1        | 5     |
| Tiro com arco       | 3         | 0        | 3     |
| Total               | 39        | 32       | 71    |

## Medalhas

### Medalhistas
Estas foram as medalhistas desta edição:
| Medalha                      | Esporte          | Atleta                                                 | Prova                                     |
| ---------------------------- | ---------------- | ------------------------------------------------------ | ----------------------------------------- |
| Ouro                         | Atletismo        | Viktória Forster                                       | Feminino – 100m com barreiras             |
| Prata                        | Atletismo        | Viktória Forster                                       | Feminino – 100m                           |
| Prata                        | Atletismo        | \| Hana Burzalová Ema Hačundová \| Alžbeta Ragasová \| | Feminino – Equipe – 20 km marcha atlética |
| Hana Burzalová Ema Hačundová | Alžbeta Ragasová |                                                        |                                           |

### Por modalidade
Estas foram as medalhas por modalidade nesta edição:
| Esporte   | Medalha de ouro | Medalha de prata | Medalha de bronze | Total de medalhas |
| --------- | --------------- | ---------------- | ----------------- | ----------------- |
| Atletismo | 1               | 2                | 0                 | 3                 |
| Total     | 1               | 2                | 0                 | 3                 |